# فرانك ولز
فرانك ولز (21 أكتوبر 1871 في نيوزيلندا - 14 يناير 1932 في نيوزيلندا) (بالإنجليزية: Frank Wells)‏ هو لاعب كريكت نيوزلندي.

## وصلات خارجية
- فرانك ولز على موقع إي آس بي آن كريك إنفو (الإنجليزية)